# Zeleneč
Zeleneč és un poble i municipi d'Eslovàquia que es troba a la regió de Trnava, a l'oest del país.

## Història
La primera menció escrita de la vila es remunta al 1243.

## Demografia
| Godina             | 1994 | 2004   | 2014   | 2024   |
| ------------------ | ---- | ------ | ------ | ------ |
| Nombre de persones | 2396 | 2377   | 2576   | 2578   |
| Diferència         |      | −0,79% | +8,37% | +0,07% |

| Godina             | 2023 | 2024   |
| ------------------ | ---- | ------ |
| Nombre de persones | 2604 | 2578   |
| Diferència         |      | −0,99% |